# Ocean in a Drop
Albums de GoGo Penguin
A Humdrum Star
(2018) GoGo Penguin
(2020)
Ocean in a Drop (dont le titre complet est Ocean in a Drop: Music for Film) est un EP du trio de jazz britannique GoGo Penguin publié le 3 octobre 2019 sur le label Blue Note de Decca Records.

## Historique
Composée en 2015 sous l'impulsion du batteur Rob Turner et jouée pour la première fois lors d'un concert pour l'inauguration du Home (en) de Manchester, la partition constitue une nouvelle bande sonore pour le célèbre film documentaire Koyaanisqatsi de Godfrey Reggio après celle, devenue culte, composée par Philip Glass lors de sa sortie en 1982,. Le titre de l'album fait référence à un vers du poète persan du XIIIe siècle, Rûmî « You are not a drop in the ocean. You are the entire ocean in a drop. »
L'album est publié uniquement en téléchargement le 3 octobre 2019 et en vinyle le 18 octobre 2019.
La partition est également jouée en concert à la Brookfield Place de New York en janvier 2020.

## Liste des titres de l'album
1. Time-Lapse City – 3 min 55 s
2. Control Shift – 7 min 08 s
3. Four Corners – 4 min 29 s
4. Ocean in a Drop – 4 min 19 s
5. Nessus – 2 min 50 s

## Musiciens
- Chris Illingworth : piano
- Nick Blacka : contrebasse
- Rob Turner : batterie